# Daniel Bernhardt
Daniel Bernhardt (ur. 31 sierpnia 1965 w Worblaufen w kantonie Berno) – szwajcarski aktor filmów akcji, mistrz sztuk walki, także producent filmowy.

## Życiorys

### Wczesne lata
Przyszedł na świat w miejscowości Worblaufen koło Berna. Dorastał wraz z bratem. Już jako piętnastolatek zainteresował się sportami walki; trenował boks, kick-boxing, karate i taekwondo. Cztery lata studiował architekturę, a po studiach, w wieku lat dwudziestu, przeniósł się do Paryża.

### Kariera
Rozpoczął karierę we Francji jako model, pracując dla takich projektantów, jak Thierry Mugler, Claude Montana, Hugo Ferdinand Boss, Nino Cerruti, Gianfranco Ferré, Gianni Versace czy Jeane Barnes. Jego zdjęcia pojawiały się w prestiżowych magazynach, w tym „Vogue”, „Elle”, „Max”, „Interview” i „Cosmopolitan”.
W wieku dwudziestu pięciu lat Bernhardt wyemigrował do Nowego Jorku, gdzie początkowo nie odnosił sukcesów w branży aktorskiej. W 1992 wystąpił z Jean-Claude’em Van Damme’em w spocie reklamowym Bruce’a Webera „Looking for Kicks” dla Versace. Gdy osiedlił się w Los Angeles, Mark DiSalle, producent filmu Krwawy sport (1988), którego gwiazdorem był właśnie Van Damme, szykował się do pracy nad sequelem (którego to produkcją zajął się ostatecznie reżyser Alan Mehrez). Producent odmówił Van Damme’owi powtórzenia swojej roli, a DiSalle, w poszukiwaniach jego zastępcy, natrafił na Bernhardta, któremu powierzył rolę Aleksa Cardo. Krwawy sport II (1996), kręcony w Tajlandii w 1995, wypromował Daniela jako aktora filmów sensacyjnych, głównie tych klasy „B”. Aktor powtórzył rolę Cardo w dwóch sequelach filmu Mehreza: Krwawym sporcie III (1997) i Krwawym sporcie IV: Ostatnim kumite (1999).
Inne znane projekty z gatunku akcji z udziałem aktora to Future War (1997) z Robertem Z’Darem i Właściwy cel (Perfect Target, 1997).
W 2003 pojawił się na drugim planie, jako agent Johnson w filmie sci-fi Matrix Reaktywacja (The Matrix Reloaded) u boku Keanu Reevesa, Laurence’a Fishburne, Carrie-Anne Moss i Hugo Weavinga.
W 2008 wziął udział w trzecim sezonie reality show stacji ProSieben Germany’s Next Topmodel, w jednym z odcinków pełniąc rolę trenera uczestniczek oraz – gościnnie – członka panelu jurorskiego.

## Życie prywatne
Zamieszkał w Beverly Hills w stanie Kalifornia. W 2000 ożenił się z Lisą Stothard. Mają córkę Bellę (ur. 15 maja 2003).

## Filmografia (wybór)
- 1996: Krwawy sport II (Bloodsport II: The Next Kumite) jako Alex Cardo
- 1997: Krwawy sport III (Bloodsport III) jako Alex Cardo
- 1997: Właściwy cel (Perfect Target) jako David Benson
- 1997: Future War jako Runaway
- 1997: Prawda albo konsekwencja (True Vengeance) jako Allen Griffin
- 1998: Odwieczna wojna (G2) jako Steven Conlin
- 1998–1999: Mortal Kombat: Porwanie  jako Siro (serial TV)
- 1999: Krwawy sport IV: Ostatnie kumite (Bloodsport IV: The Dark Kumite) jako agent John Keller
- 2001: Mortal Kombat: Ostateczna rozgrywka (Mortal Kombat: Final Battle) jako Siro
- 2002: Śmiertelny wirus (Global Effect) jako Marcus Poynt
- 2003: Matrix Reaktywacja (The Matrix Reloaded) jako agent Johnson
- 2005: Confessions of an Action Star jako Jason Everstrong
- 2008: Ultimate Champion jako Lucien Gallows
- 2013: Parker jako Kroll
- 2014: John Wick jako Kirill
- 2015: Taśmy Watykanu (The Vatican Tapes) jako ochroniarz w szpitalu psychiatrycznym
- 2017: Atomic Blonde jako żołnierz KGB
- 2019: Szybcy i wściekli: Hobbs i Shaw jako Henchman
- 2019: Zabójcza broń (serial telewizyjny) jako Szwed
- 2020: Ptaki Nocy (i fantastyczna emancypacja pewnej Harley Quinn) jako szofer Sionisa
- 2021: Matrix Zmartwychwstania jako agent Johnson